# مقاطعة جونز (ميسيسيبي)
مقاطعة جونز هي مقاطعة في مسيسيبي، بلغ عدد سكانها 67٬761  نسمة، في 2010، عاصمتها لاوريل (الولايات المتحدة الأمريكية)، تبلغ مساحتها 1٬812 كيلومتر مربع.

## الموقع
تشترك في الحدود مع:
- مقاطعة سميث (ميسيسيبي)
- مقاطعة بيري (ميسيسيبي)
- مقاطعة فورست (ميسيسيبي)
- مقاطعة واين (ميسيسيبي)
- مقاطعة جاسبر (ميسيسيبي)
- مقاطعة كوفينغتون (ميسيسيبي).

## التقسيمات الإدارية
- لاوريل (الولايات المتحدة الأمريكية).

## أعلام
- نيوتن نايت